# Привіт героям!
«Привіт героям!» — радянський чорно-білий мультфільм, присвячений подвигам радянських льотчиків та полярників. Режисерський дебют Бориса Дежкіна та Геннадія Філіппова. Фільм не зберігся .

## Творці
| режисери               | Борис Дежкін , Геннадій Філіппов , Микола Воїнов |
| художники-постановники | Борис Дежкін , Геннадій Філіппов , Микола Воїнов |
| сценарист              | Павло Герман                                     |
| композитор             | Олександр Варламов                               |
| звукооператор          | немає відомостей                                 |

## Історія створення
Фільм був створений у 1937 році під час героїчної челюскінської епопеї.

Дізнавшись про майбутнє повернення до Москви героїв легендарної експедиції, молодий художник Борис Дежкін загорівся бажанням зробити фільм, присвячений їм. Його бажання розділили митець Г. Філіппов та оператор М. Воїнів. Вони почали готувати мультиплікаційне вітання полярникам, не передбачене студійними планами.

Спочатку пішли до письменника П. Германа та попросили терміново написати сценарій та слова до пісні. Попередили, що поки що це все безкоштовно. П. Герман погодився і швидко написали те й інше. Тоді мультиплікатори-ентузіасти пішли до композитора А. Варламова, який на тих же засадах написав музику. Потім художники засіли вдома та почали малювати.— Ольга Абольник, Дежкін Борис. - У кн.: Режисери та художники радянського мультиплікаційного кіно. - М., 1984.

↵ Спочатку пішли до письменника П. Германа і попросили терміново написати сценарій та слова до пісні. Попередили, що поки що це все безкоштовно. П. Герман погодився і швидко написали те й інше. Тоді мультиплікатори-ентузіасти пішли до композитора А. Варламова, який на тих же засадах написав музику. Потім художники засіли вдома та почали малювати. templatestyles
- Ольга Абольник, Дежкін Борис. — У кн.: Режисери та художники радянського мультиплікаційного кіно. — М., 1984

## Сюжет
Використовуючи форму казки, фільм розповідає про героїчних радянських полярників та льотчиків. За свідченням О. Абольник «у картині діяли моржі, білі ведмеді та інші полярні жителі, які гостинно зустрічають героїв на своїй суворій батьківщині». Закінчувався фільм епізодом, коли персонажі встановлюють червоний прапор на Північному полюсі.

## Про мультфільм
Кінокритик Ольга Абольник писала, що «картина їхня, що виникла як патріотичний порив художників, була добре прийнята і студією та глядачами».
Ольга Дерев'янкіна назвала фільм «цікавим відгуком на знамениту історію про польоти героїв-льотчиків челюскінців».